# Cirrhilabrus marjorie
Cirrhilabrus marjorie är en fiskart som beskrevs av Allen, Randall och Carlson 2003. Cirrhilabrus marjorie ingår i släktet Cirrhilabrus och familjen läppfiskar. IUCN kategoriserar arten globalt som livskraftig. Inga underarter finns listade i Catalogue of Life.